# Fá sustenido menor
Fá sustenido menor (abreviatura no sistema europeu Fá♯ m e no sistema americano F♯m) é a tonalidade que consiste na escala menor de fá sustenido, e contém as notas fá sustenido, sol sustenido, lá, si, dó sustenido, ré, mi e fá sustenido. Sua armadura tem três sustenidos. Sua tonalidade relativa é lá maior, e sua tonalidade paralela é fá sustenido maior.

## Composições clássicas em fá sustenido menor
- Sonata para Piano Número 2[1] - Johannes Brahms
- Capricho em Fá Sustenido Menor[2] - Felix Mendelssohn Bartholdy